# 44 Boötis

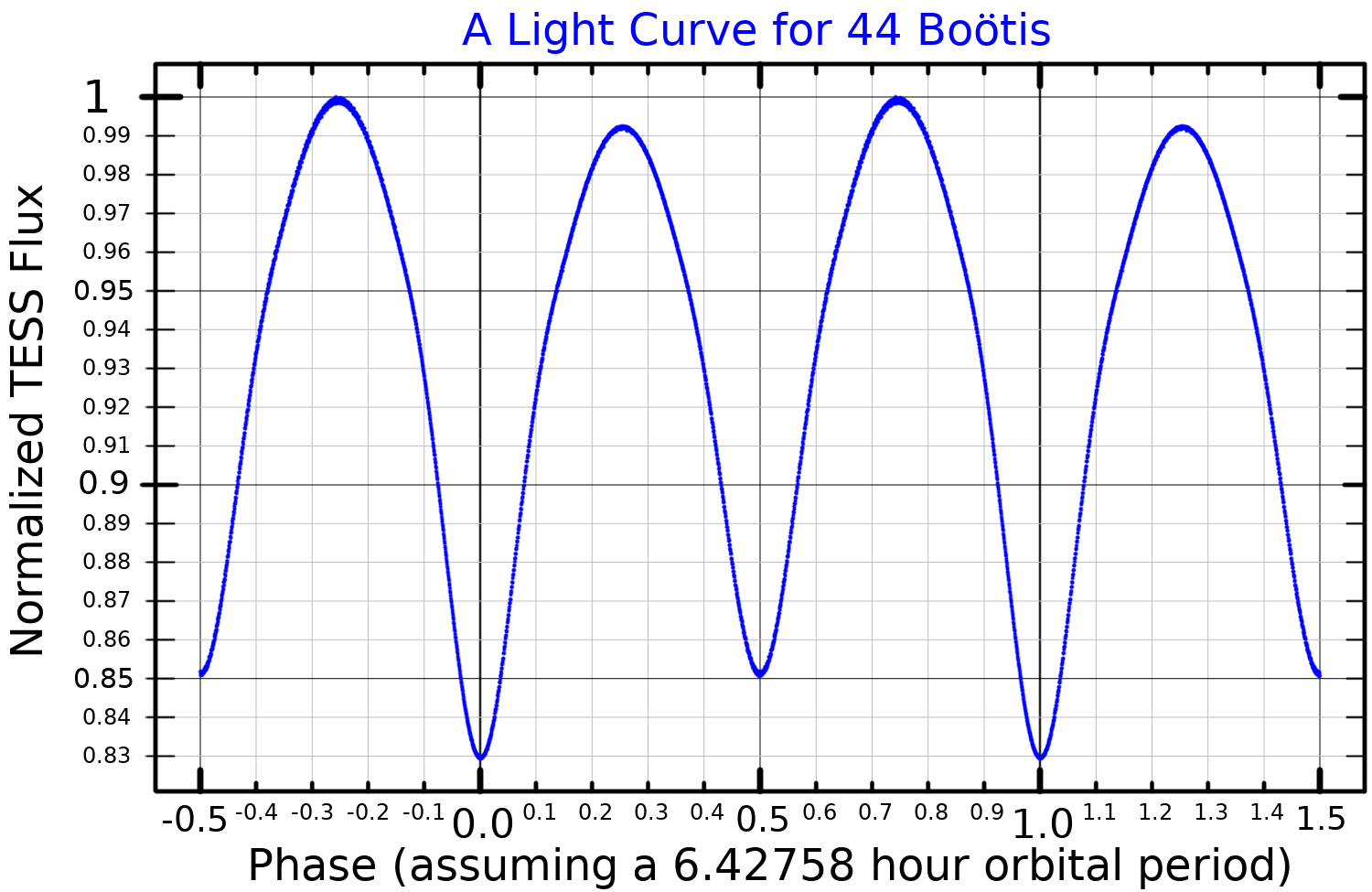
Lichtkromme van 44 Bootis

44 Boötis is een drievoudige ster in het sterrenbeeld Ossenhoeder, met een spectraalklasse van G0.V, M.V en M.V. De ster bevindt zich 42 lichtjaar van de zon.
De primaire component, 44 Boötis A, is een gele dwerg met een schijnbare magnitude van +4,83. De component, 44 Boötis B, is een spectroscopische W Ursae Majoris-ster. De helderheid van Component B varieert van magnitude +5,8 to +6,40 met een periode van 6,43 uur. The componenten van de eclipserende dubbelster staan ongeveer 0,008 AU uiteen, ongeveer 3 keer de afstand van de maan tot de aarde.